# Луис Мендес Пьяна (стадион)
Луис Мендес Пьяна, ранее известный как Парке Луис Мендес Пьяна (исп. Luis Méndez Piana) — футбольный стадион, расположенный в Монтевидео и принадлежащий клубу «Мирамар Мисьонес».
«Луис Мендес Пьяна» расположен в районе Парке-Батье и примыкает к другому стадиону — «Парке Палермо». Обе спортивные арены расположены в нескольких десятках метров от стадиона «Сентенарио» и рядом со стрелковым клубом Уругвая.

## История

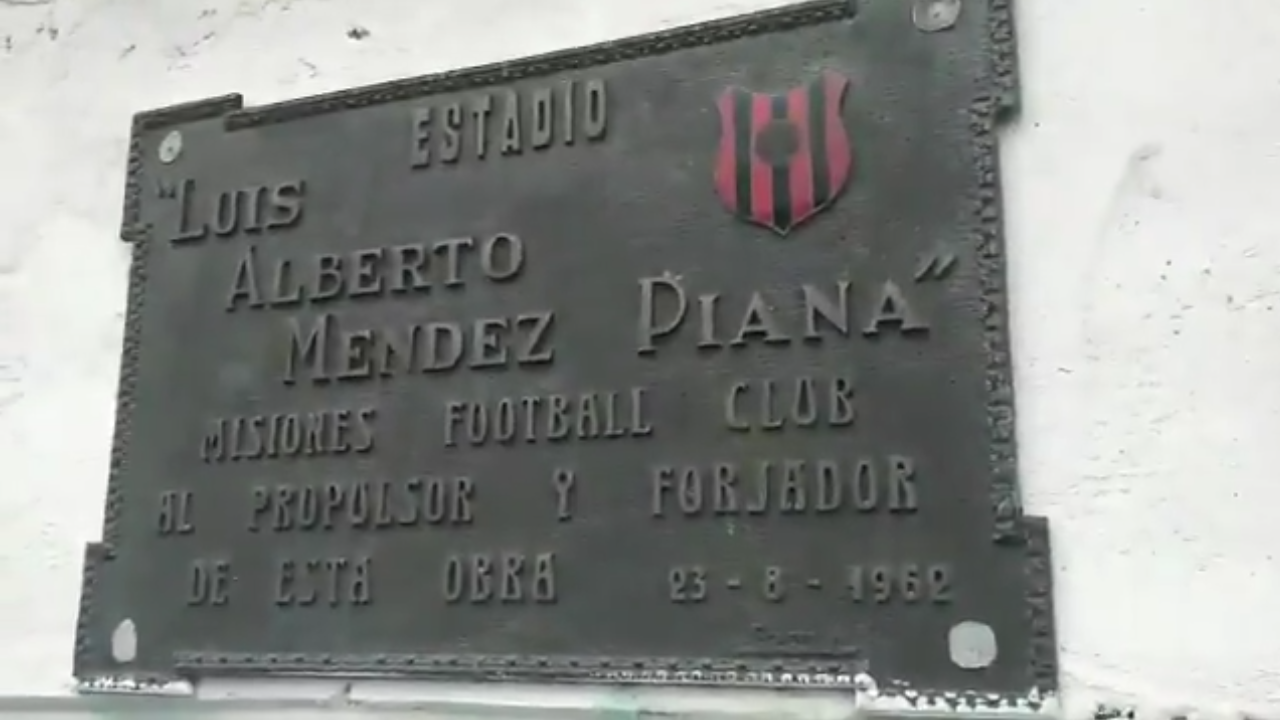
Мемориальная табличка на стадионе

Стадион был открыт в 1958 году международным матчем между «Мирамар Мисьонес» и бразильским клубом «Гуарани» (Баже), в котором хозяева поля выиграли со счётом 6:2. В 1980 году стадион был реконструирован. В 2003 году была проведена ещё одна реконструкция.
2 марта 1960 года президент США Дуайт Эйзенхауэр приземлился на своем президентском вертолёте посреди игрового поля, используя его в качестве вертолетной площадки.